# Blancpain GT Series Sprint Cup
De Blancpain GT Series Sprint Cup, voorheen de FIA GT Series,  is een raceklasse ontwikkeld door de SRO Group en RACB met goedkeuring van de FIA. In de serie komen auto's uit welke voldoen aan het GT3-reglement van de FIA. Het kampioenschap continueert de opzet van sprintraces in het voormalige FIA GT1-kampioenschap.

## Format
In de Blancpain GT Series Sprint Cup mag uitsluitend gebruik worden gemaakt van GT3-auto's. Elk team bestaat uit twee rijders, deze rijders wisselen tijdens een verplichte pitstop. De races vinden voornamelijk plaats op Europese circuits.
Er wordt gereden in drie bekende rijdersklassen. De Pro-klasse voor professionele coureurs, de Pro-Am-klasse voor teams met een professionele en amateurrijders en de Gentlemen/Am-klasse voor amateurs.

## Historie
In 2013 werd de FIA GT Series opgericht nadat het FIA GT1 World Championship en het FIA GT3 European Championship opgeheven waren. Aanvankelijk zou deze klasse samen met de Blancpain Endurance Series de FIA GT World Series vormen, maar dit plan werd nog voor de start van het seizoen geannuleerd. De naam FIA GT series lijkt sterk op het FIA GT Championship, dat tussen 1997 en 2009 gehouden werd. Behalve de verplichte rijderswissel verschillen de kampioenschappen echter sterk in sportieve en technische regels.
Mede door de grote verschillen met het oude GT-kampioenschap werd in 2014 de naam van het kampioenschap veranderd in Blancpain Sprint Series. Nadat de samenwerking met Blancpain aangegaan was, besloot SRO in 2016 dat zowel de Sprint als Endurance Series geïntegreerd zouden worden in de naam Blancpain GT Series. Hierbij wordt er geconcentreerd op het Overallklassement van de Endurance Cup en gaan de Sprint Series verder als Blancpain GT Series Sprint Cup.

## Kampioenen

### Rijders
| Jaar | Pro Cup (2013–2015) Overall (2016–) | Pro-Am Trophy (2013–2015) Pro-Am Cup (2016–) | Gentlemen Trophy (2013) Silver Cup (2014–) | Am Cup              |
| ---- | ----------------------------------- | -------------------------------------------- | ------------------------------------------ | ------------------- |
| 2013 | Stéphane Ortelli Laurens Vanthoor   | Sergej Afanasjev Andreas Simonsen            | Petr Charouz Jan Stoviček                  | Niet uitgereikt     |
| 2014 | Maximilian Götz                     | Marc Basseng Alessandro Latif                | Vincent Abril Mateusz Lisowski             | Niet uitgereikt     |
| 2015 | Maximilian Buhk Vincent Abril       | Aleksey Karachev                             | Jules Szymkowiak                           | Niet uitgereikt     |
| 2016 | Enzo Ide                            | Michał Broniszewski Giacomo Piccini          | Luca Stolz Michele Beretta                 | Claudio Sdanewitsch |

### Teams
| Jaar | Pro Cup (2013–2015) Overall (2016–) | Pro-Am Trophy (2013–2015) Pro-Am Cup (2016–) | Gentlemen Trophy (2013) Silver Cup (2014–) | Am Cup          |
| ---- | ----------------------------------- | -------------------------------------------- | ------------------------------------------ | --------------- |
| 2013 | Belgian Audi Club Team WRT          | HTP Gravity Charouz                          | HTP Gravity Charouz                        | Niet uitgereikt |
| 2014 | Belgian Audi Club Team WRT          | Phoenix Racing                               | Belgian Audi Club Team WRT                 | Niet uitgereikt |
| 2015 | Belgian Audi Club Team WRT          | GT Russian Team                              | Bentley Team HTP                           | Niet uitgereikt |
| 2016 | Belgian Audi Club Team WRT          | Kessel Racing                                | Niet uitgereikt                            | AF Corse        |